# Cocción roja

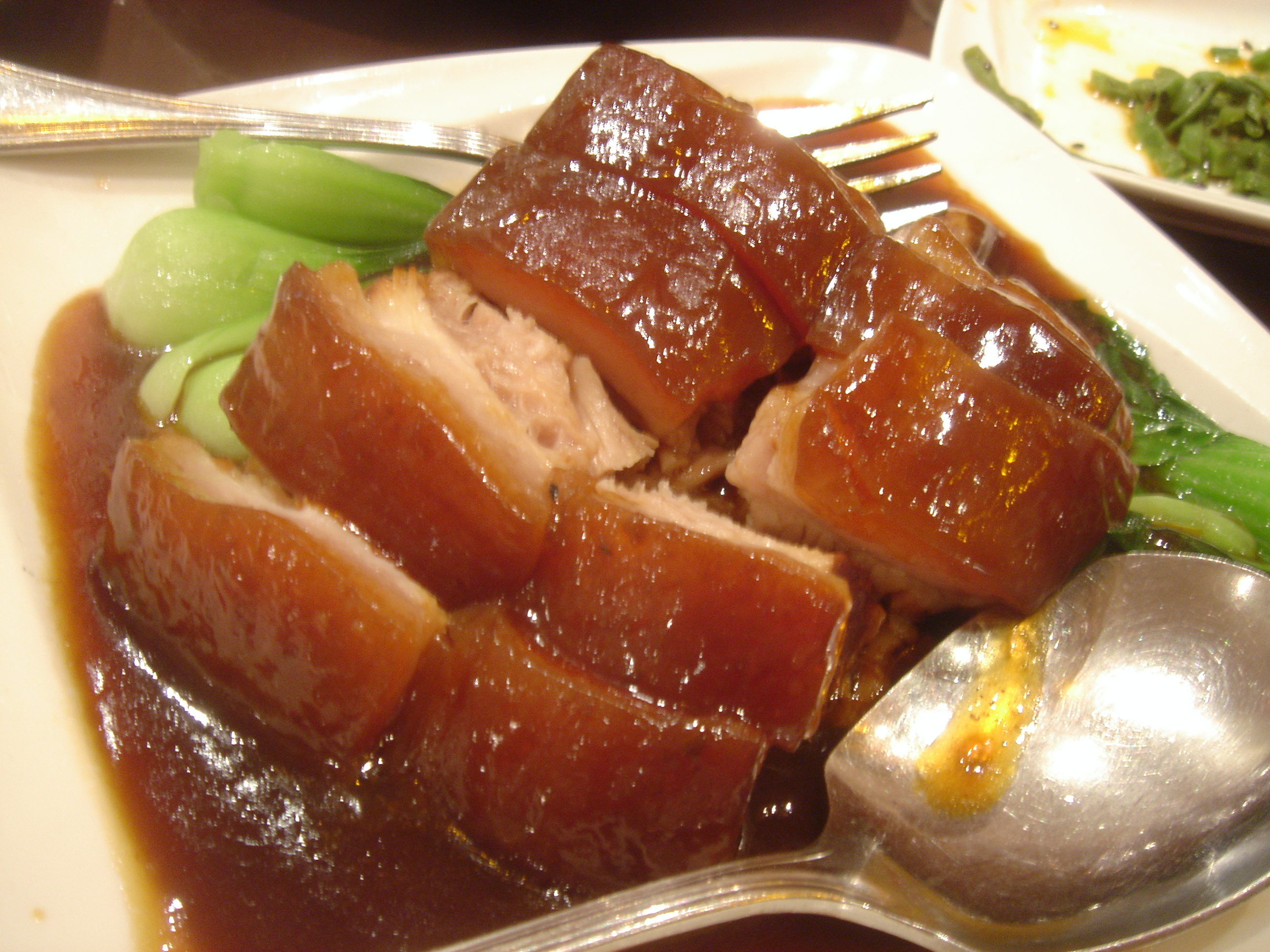
Panza de cerdo cocida roja servida con la salsa del braseado espesada.

Cocción roja es un término global usado para describir dos técnicas culinarias chinas de braseado lento: hóng shāo (en chino tradicional, 紅燒; en chino simplificado, 红烧) y lǔ (en chino tradicional, 滷; en chino simplificado, 卤). Mientras la primera puede hacerse en menos de 20 minutos y no suele exigir mucha agua, la segunda necesita habitualmente una cocción prolongada durante varias horas y los ingredientes deben más o menos sumergirse en el líquido de cocción. Estas dos técnicas son populares y comunes por la mayor parte del norte, este y sureste de China. Su nombre procede del color rojo-marrón oscuro de los alimentos cocinados y su salsa.
A la cocción roja también puede aludirse como estofado chino, estofado rojo o braseado rojo.

## Variantes
Suele usarse salsa de soja (cualquier combinación de salsa de soja clara y oscura), pasta de judía fermentada o azúcar caramelizado para dar un apetitoso tono marrón rojizo y sabor a los ingredientes cocinados. Tanto el hóng shāo como el lǔ son tipos de estofado o braseado caracterizados por el uso de la salsa de soja, el vino chino y el azúcar caramelizados. Las especias enteras (anís estrellado, cardamomo negro —caoguo—, cassia y semillas de hinojo) o el polvo de cinco especias son elementos cruciales en estos platos, pero se usan con moderación para que su sabor no tapen el de los ingredientes cocidos rojos.
Los estofados cocidos rojos pueden contener mucha carne o bien incluir también verdura y huevos duros. Estos platos pueden servirse calientes o fríos, y la salsa o caldo suele reutilizarse a menudo.
Un aroma a azúcar caramelizado es popular en los platos cocidos rojos. Para crear la salsa de azúcar caramelizada, se caliente aceite a mucha temperatura (normalmente en un wok) y entonces se combina con azúcar. Se baja el fuego y se deja cocer durante poco tiempo. El azúcar se disuelve y el aceite se vuelve pegajoso. Cuando la solución de azúcar y aceite empieza a burbujear y adopta un color marrón claro se mezcla con agua caliente.
Por último se añaden especias y otros condimentos, como shaoxing huangjiu y salsa de soja.